# Live at Donington (AC/DC)
Pour les articles homonymes, voir Live at Donington.
Pour plus de détails, voir Fiche technique et Distribution.
Live at Donington est une vidéo du concert d'AC/DC à Donington Park le 17 août 1991.
La version VHS est sortie en 1992.
La version DVD est éditée en 2003 et la version Blu-ray est éditée en 2007.
Les 2 heures de concert ont été jouées devant 72 500 spectateurs. Le concert a été filmé en 35 mm Panavision et comptait 26 caméras dont une située dans un hélicoptère.

## Fiche technique
- Titre : Live at Donington
- Réalisation : David Mallet
- Photographie : Peter Sinclair
- Montage : Dave Gardener
- Production : Jacqui Byford et Rocky Oldham
- Société de production : Leidseplein Presse et Serpent Films Productions
- Pays de production :  Royaume-Uni
- Genre : Film de concert
- Durée : 120 minutes
- Dates de sortie : 
  - États-Unis : 27 octobre 1992

## Liste des pistes
1. Thunderstruck
2. Shoot to Thrill
3. Back in Black
4. Hell Ain't a Bad Place to Be
5. Heatseeker
6. Fire Your Guns
7. Jailbreak
8. The Jack
9. Dirty Deeds Done Dirt Cheap
10. Moneytalks
11. Hells Bells
12. High Voltage
13. Whole Lotta Rosie
14. You Shook Me All Night Long
15. T.N.T.
16. Let There Be Rock
17. Highway to Hell
18. For Those About to Rock (We Salute You)

## Formation
- Brian Johnson : Chants
- Angus Young : Guitare solo
- Malcolm Young : Guitare rythmique
- Cliff Williams : Basse
- Chris Slade : Batterie